# Careiro da Várzea
Careiro da Várzea is een gemeente in de Braziliaanse deelstaat Amazonas. De gemeente telt 24.704 inwoners (schatting 2009).
De gemeente grenst aan Manaus, Careiro, Iranduba, Manacapuru en Autazes.